# Ariel Garcé
Ariel Hernán Garcé (Tandil, 1979. július 14. –) argentin válogatott labdarúgó.

## Sikerei, díjai
- River Plate:
  - Argentin bajnok: 2000 (Clausura), 2002 (Clausura), 2004 (Clausura)